# Multiple Kill Vehicle

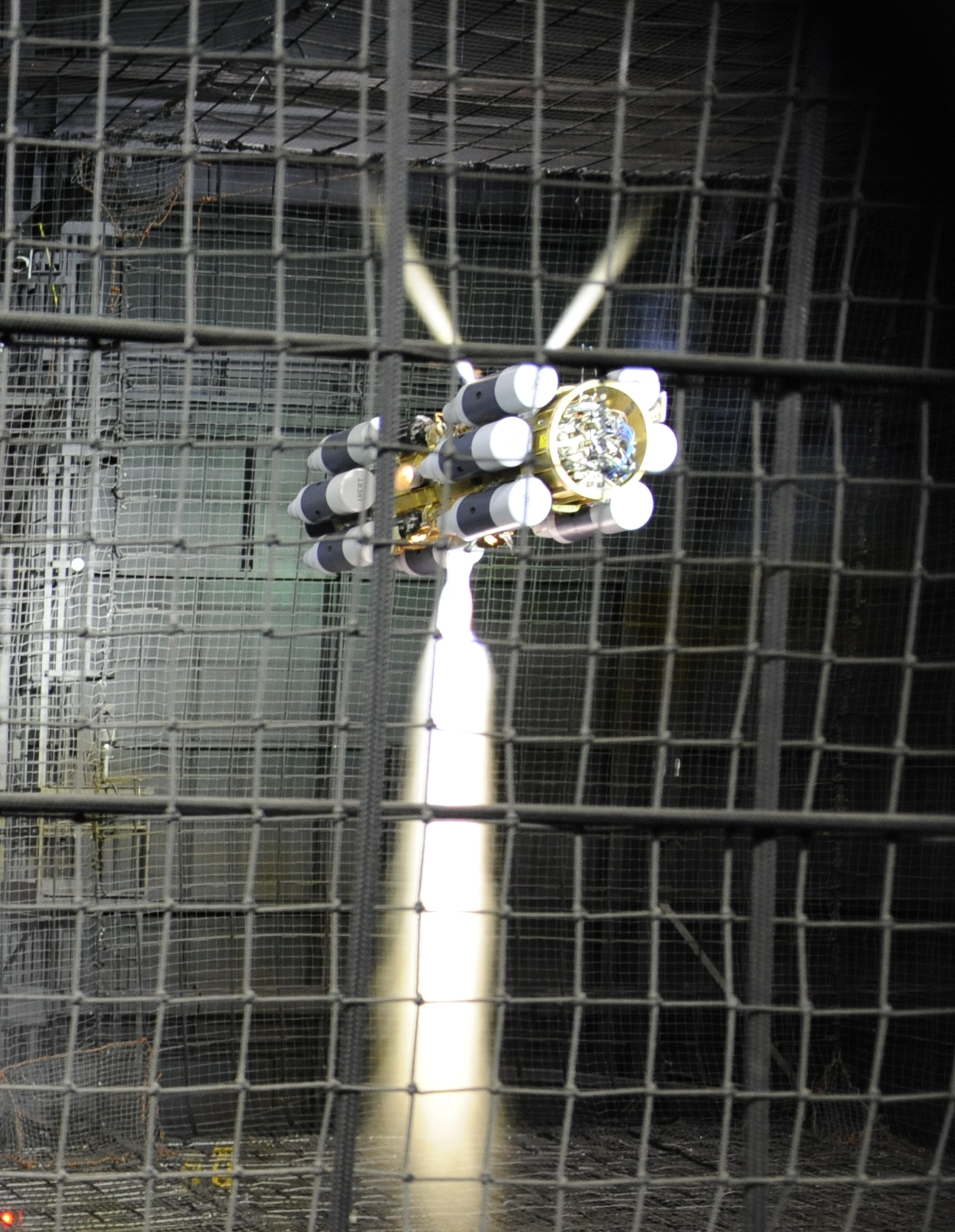
Наземное тестирование MKV-L

Multiple Kill Vehicle, MKV — программа противоракетной обороны США по созданию боевого оснащения для противоракет несущей несколько боеголовок кинетического перехвата. Создаваемый перехватчик будет использоваться против МБР с разделяющимися боеголовками и для борьбы с КСП ПРО, такими, как ложные цели.
Концепция MKV состоит в возможности запуска более одной боеголовки перехвата при помощи одного разгонного блока. 
Каждый перехватчик имеет свой двигатель и весит около 5 кг. При использовании множества перехватчиков против группы целей (один или несколько боевых блоков, КСП ПРО, остатки 3-й ступени) увеличивается вероятность поражения боевых блоков и снижается эффективность КСП ПРО.
После создания MKV, планируется установка новых перехватчиков на ракеты стратегической ПРО: GBI, KEI (Kinetic Energy Interceptor) и SM-3 Block IIA.
Разрабатывается два варианта технологии MKV — один в Lockheed Martin Space Systems Company, обозначаемый MKV-L, и второй — в Raytheon Company, обозначаемый MKV-R. 
В варианте MKV-L используется единый носитель для всех перехватчиков, оснащаемый системой наведения (например, телескопом) и связи. Носитель запускает отдельные перехватчики и управляет ими, наводя на цель, не участвуя непосредственно в кинетическом перехвате. 
В варианте MKV-R используется группа перехватчиков идентичной аппаратной и программной конфигурации; один из перехватчиков берет на себя задачу планирования, распределяя отдельные задачи по перехвату среди остальных перехватчиков.
Агентство противоракетной обороны (англ. Missile_Defense_Agency) объявило, что тестирование MKV-L было проведено 2 декабря 2008 года на National Hover Test Facility на авиабазе Эдвардс в Калифорнии.
В настоящее время программа закрыта в связи с пересмотром бюджета и малой вероятной эффективностью.